# Kornatice
Kornatice jsou obec v okrese Rokycany v Plzeňském kraji. Leží při Kornatickém potoce zhruba pět kilometrů severozápadně od Spáleného Poříčí a devět kilometrů jižně od Rokycan. Žije v ní 283 obyvatel. Jihozápadně od obce probíhá železniční trať 175 Rokycany–Nezvěstice (zastávka Kornatice a Kornatice rybník).

## Historie
První písemná zmínka o obci pochází z roku 1368 (Conraticz). Roku 1379 je zmiňována jako Cunraticz.
Kornatice se staly Vesnicí roku 2015 Plzeňského kraje.

## Obyvatelstvo
| Rok            | 1869 | 1880 | 1890 | 1900 | 1910 | 1921 | 1930 | 1950 | 1961 | 1970 | 1980 | 1991 | 2001 | 2011 | 2021 |
| -------------- | ---- | ---- | ---- | ---- | ---- | ---- | ---- | ---- | ---- | ---- | ---- | ---- | ---- | ---- | ---- |
| Počet obyvatel | 294  | 346  | 330  | 270  | 274  | 259  | 264  | 205  | 200  | 155  | 132  | 104  | 107  | 156  | 239  |
| Počet domů     | 33   | 41   | 38   | 37   | 37   | 39   | 48   | 60   | 52   | 48   | 42   | 44   | 49   | 74   | 96   |

## Obecní správa
Mezi lety 1869–1950 Kornatice byly obcí v okrese Plzeň (1869–1890) a později v okrese Rokycany. V letech 1961–1979 byly jako část obce k Mešnu. Od 1. ledna 1980 do 31. prosince 1991 patřily jako část města k Mirošovu a od 1. ledna 1992 jsou opět samostatnou obcí.

### Obecní symboly
Znak a vlajka byly obci uděleny rozhodnutím předsedy Poslanecké sněmovny Parlamentu České republiky dne 26. května 2000.

## Pamětihodnosti
- Kaplička
- Pomník padlým v první světové válce
- Asi jeden kilometr severně od vesnice se v místech zvaných U Zámečku nachází tvrziště Javor, které je pozůstatkem tvrze a stejnojmenné zaniklé vesnice ze čtrnáctého až patnáctého století.[9]
- Zřícenina tvrze Mydlná, v lese 2 km severovýchodně od obce
- Přírodní rezervace Zvoníčkovna, smíšený les s bohatým podrostem hájové vegetace zhruba 1,5 kilometru severně od Kornatic
- Kornatický mlýn č.p. 3

## Čestní občané
- Bohumila Kordová, čestné občanství obdržela v roce 2001[10]